# 申丘爾市鎮

申丘爾市鎮於斯洛維尼亞的位置

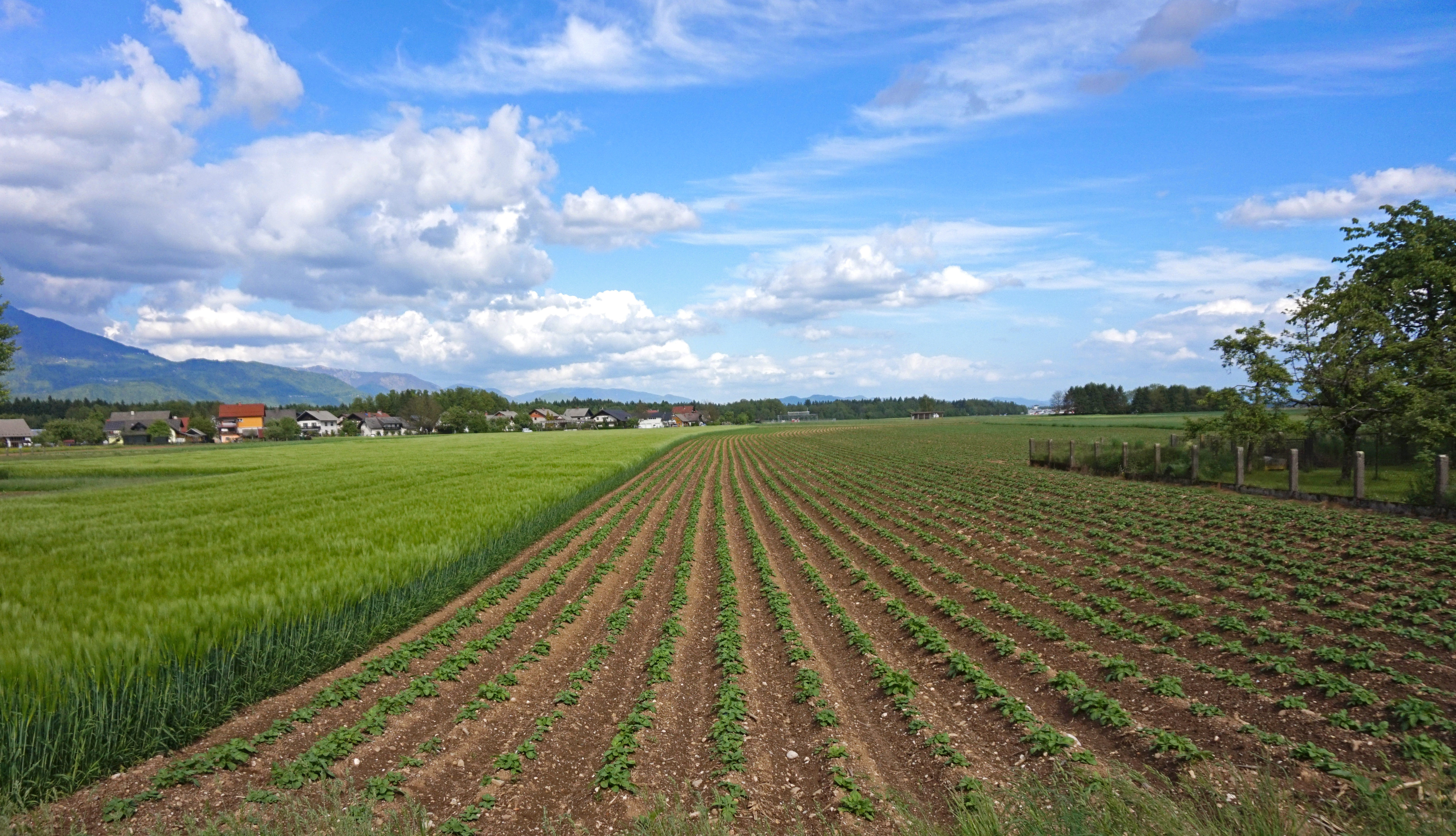
申丘爾市鎮

申丘爾市鎮是斯洛文尼亞西部的一個市镇，行政中心為申丘爾。市镇面積为40.3平方公里，2010年人口数量为8,477人。现今范围的该市镇设立于1994年10月3日，当时面积更大的克拉尼市鎮分成5个市镇。

## 外部連結
- 官方网站  （斯洛文尼亚文）
- Municipality of Šenčur at Geopedia （页面存档备份，存于）